# Носферату, симфония ужаса
«Носфера́ту, симфо́ния у́жаса» (нем. Nosferatu – Eine Symphonie des Grauens) — классический немой экспрессионистский фильм ужасов немецкого кинорежиссёра Фридриха Вильгельма Мурнау, выпущенный на экраны в 1922 году. Макс Шрек исполнил роль графа Орлока, вампира, который охотится на жену (Грета Шрёдер) своего агента по недвижимости (Густав фон Вангенхайм) и приносит чуму в их город.
Фильм «Носферату, симфония ужаса» был снят компанией Prana Film и является самовольной и неофициальной экранизацией романа Брэма Стокера «Дракула» 1897 года. В нём были изменены имена героев и другие детали, в том числе граф Дракула был переименован в графа Орлока. Считается, что эти изменения были сделаны во избежание обвинений в нарушении авторских прав. Однако в оригинальных немецких титрах указано, что фильм основан на романе Брэма Стокера. Историк кино Дэвид Карат в своём комментарии к фильму утверждает, что «ни один источник не подтвердил документально» это утверждение и что, поскольку фильм был «малобюджетным фильмом, снятым немцами для немецкой аудитории,… действие фильма происходит в Германии с немецкими персонажами, что делает историю более осязаемой и непосредственной для немецкоговорящих зрителей».
Даже после изменения некоторых деталей наследники Стокера подали в суд на производственную компанию, и по решению суда все копии фильма должны были быть уничтожены. Однако несколько копий сохранились, и в наше время фильм считается шедевром мирового кинематографа.

## Сюжет
Томас Хуттер (Густав фон Вангенхайм), агент по недвижимости, узнаёт от Кнока (Александр Гранах), что граф Орлок (Макс Шрек) желает купить дом в Висборге. Попрощавшись со своей женой Элен (Грета Шрёдер), Хуттер отправляется в далёкую Трансильванию. В Румынии он сталкивается со странными страхами местных жителей, однако относится к ним как к пустым суевериям.
Кучер отказывается везти Хуттера к замку и высаживает его на перевале, где «начинается земля призраков». Здесь его встречает присланный из замка экипаж, который везёт его дальше с невероятной скоростью. В замке Хуттера встречает жуткий хозяин, который лицом и повадками больше похож на крысу, чем на человека. Они подписывают документы, и Орлок показывает Хуттеру его спальню. Граф также обращает внимание на медальон с портретом Элен — он явно впечатлён её красотой. Ночью Орлок, как будто в трансе, нападает на Хуттера и кусает его. Днём Хуттер спускается в подвал и находит Орлока лежащим в гробу. Той же ночью он видит из окна, как Орлок, проявляя невероятную силу и сноровку, в одиночку грузит на телегу несколько гробов и уезжает. Хуттеру удаётся сбежать.
Оставшаяся в Висборге Элен, чувствуя, что любимый в беде, впадает в состояние лунатизма — она каким-то образом оказывается мысленно связана с мужем, а через него — с Орлоком. В это время Кнок сходит с ума, его помещают в психиатрическую лечебницу, но он сбегает оттуда, устраивая в городе переполох и крича, что приближается Хозяин.
Орлок проникает на идущее в Висборг судно, спрятавшись в один из гробов. Ночами он встаёт оттуда и нападает на моряков. К приходу судна в Висборг живых членов команды на нём уже не остаётся. В Висборге вампир сходит с корабля и поселяется в купленном им доме, который расположен напротив дома Томаса и Элен. Томас возвращается к Элен, не помня себя от счастья.
Вскоре на Висборг обрушивается целая волна смертей. Гробы несут по улице один за другим. Элен, узнав историю Томаса и прочитав привезённую им книгу о вампирах, решает рискнуть собственной жизнью: в книге сказано, что девушка с чистым сердцем может пожертвовать собой и спасти город. Она заманивает к себе Орлока, который давно влюблён в неё, разрешает пить её кровь, чем задерживает монстра. Радуясь, вампир забывает про рассвет — и сгорает под жгучими лучами восходящего солнца.

## В ролях

Граф Орлок

- Макс Шрек — граф Орлок (в книге Дракула)
- Густав фон Вангенхайм — Томас Хуттер (в книге Джонатан Харкер)
- Грета Шрёдер — Элен Хуттер (в книге Мина Харкер)
- Александр Гранах — Кнок (в книге Рэнфилд)
- Георг Генрих Шнель — Вестренка (в книге Артур Холмвуд)
- Рут Ландсхоф — Люси Вестренка (в книге Люси Вестенра)
- Йон Готовт — парацельсианец Бульвер (в книге Абрахам Ван Хельсинг)
- Густав Боц — доктор Сиверс (в книге доктор Сьюард)
- Макс Немец — Капитан
- Вольфганг Хайнц — боцман
- Карл Эттингер — матрос
- Генрих Витте — матрос
- Харди фон Франсуа — врач в больнице

## Отличия от романа
Фильм «Носферату» во многом схож с романом Брэма Стокера «Дракула», основные персонажи Джонатан и Мина Харкер, граф Дракула и некоторые другие сохранились, но в фильме они переименованы. Действие романа происходит в Англии в 1890-е годы, в фильме оно было перенесено в Германию в 1838 год.
В отличие от Дракулы, Орлок не превращает своих жертв в вампиров, он их убивает, заставляя тем самым горожан думать, что на них напала чума. Кроме того, Орлок должен спать днём, иначе солнечный свет его убьёт. Конец фильма существенно отличается от финала книги. Граф умирает от солнечного света, а по книге ему в сердце вонзают охотничий нож. Ещё одно отличие от оригинального Дракулы в том, что Носферату отражается в зеркале — это видно в финальной сцене.
Название города Висборг в фильме — это соединённые вместе названия двух городов, Висмар и Любек. Часть фильма, изображающая Трансильванию, была снята в Словакии.
Именно «Носферату» породил устойчивое представление о губительности солнечного света для вампиров, впоследствии раскрытое серией фильмов студии «Хаммер». Однако в романе Стокера солнечный свет лишь ослаблял Дракулу, но не уничтожал — в книге есть сцена, в которой Дракула вполне свободно прогуливается днём по Лондонскому зоопарку рядом с вольером волков.

## Создание
В 1921 году немецкий продюсер Альбин Грау попросил вдову Брэма Стокера разрешить экранизацию романа «Дракула» в Германии, но получил отказ, тогда как режиссёр Фридрих Вильгельм Мурнау уже был полностью поглощён идеей экранизации книги. Он изменил в сценарии имена основных персонажей, перенёс действие из Лондона в Висборг — и начал съёмки.
Мурнау использовал для создания мистической атмосферы прежде не применявшийся в кино приём: в сцене, где адский экипаж везёт Хуттера в замок, в одном из кадров ночной лес виден в негативе (белые деревья), но экипаж и лошади по-прежнему тёмные. На самом деле вся сцена снята в негативе, но экипаж и лошади при этом были задрапированы в белые полотнища. Многие ночные сцены снимались днём, а потом раскрашивались в синий цвет.
Роль графа Орлока сыграл Макс Шрек, создав один из самых известных экранных образов вампира. Чтобы усилить «мертвость» своего персонажа, во время съёмок Макс Шрек ни разу не моргал в кадре, что сделало образ графа Орлока более жутким и пугающим. Остальные главные роли исполнили Александр Гранах, Грета Шрёдер и Густав фон Вангенхайм.

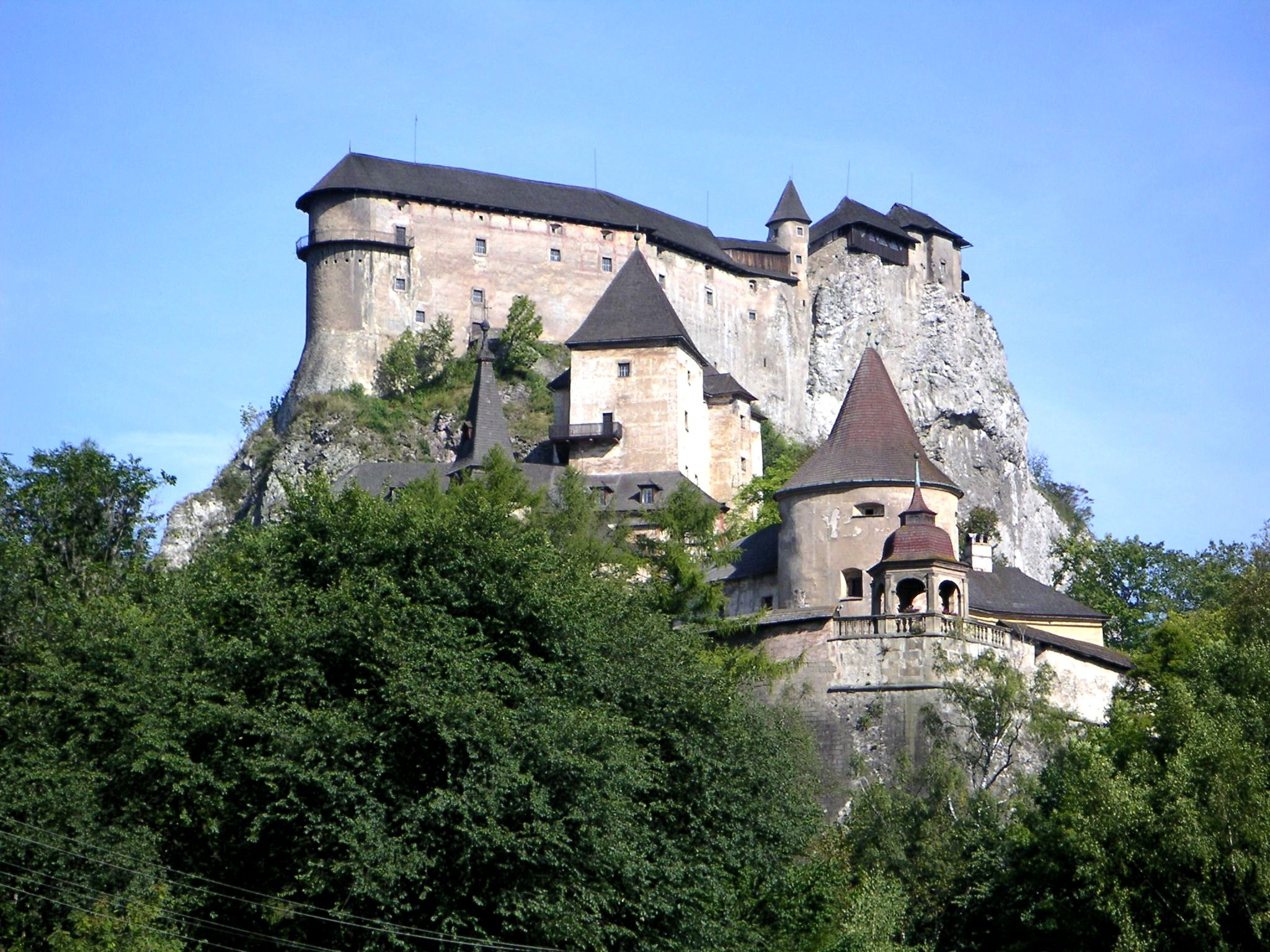
Оравский Град

Из 94 минут экранного времени собственно Носферату уделено лишь 9.

### Места съёмок
- В начале и в конце фильма показаны города Висмар, Любек, Росток.
- Трансильвания, обиталище графа Орлока, снималась в Словакии. В качестве замка вампира при съёмках использован Оравский Град (в Северной Словакии).
- Также в отдельных кадрах можно увидеть Высокие Татры и реку Ваг.[3]

## Выход фильма и его перевыпуск
После выпуска «Носферату» на экраны вдова Брэма Стокера Флоренс Стокер добилась судебного постановления об уничтожении всех копий фильма. Производственная фирма Prana Film обанкротилась, и «Носферату» оказался её первым и последним фильмом. Но к тому времени он уже разошёлся по всему миру, и некоторые копии сохранились.
Фильм стал общественным достоянием Германии только в 2020 году. Это привело к широкому распространению ускоренной, невосстановленной чёрно-белой контрафактной копии.
Во французской Синематеке найдены несколько копий фильма с немецкими и французскими титрами, в том числе французская копия 1922 года с цветовым тонированием отдельных эпизодов. В 1995 году Фонд Фридриха Вильгельма Мурнау по результатам анализа всех сохранившихся копий фильма восстановил «Носферату» в варианте, максимально близком к авторскому. Этот монтаж был издан на DVD в ноябре 2007 года в сопровождении музыки, специально написанной для премьеры фильма в 1922 году Гансом Эрдманом. Американские прокатчики при перевыпуске фильма восстановили в англоязычных титрах фильма (с минимальными отклонениями) имена основных персонажей романа Стокера.

## Влияние

### Кинематограф
Фильм вошёл в историю как первая экранизация романа «Дракула», несмотря на то что режиссёр так и не смог получить права на экранизацию книги. «Носферату» стал одним из первых и самых успешных представителей кино о вампирах, тем самым сформировав наиболее общие черты этого стиля. Другие произведения про вампиров, появившиеся до «Носферату», на сегодняшний день считаются утерянными, как, например, «Смерть Дракулы» (1921).
В «Носферату» был впервые использован сюжетный мотив смерти вампира от солнечного света. Прежде об этом нигде не говорилось, а в романе Брэма Стокера есть сцена, в которой Дракула появляется днём на улице Лондона (в зоопарке у клетки с волками). После выхода фильма на экраны эта идея стала одной из устоявшихся легенд, связанных с вампирами, и много раз использовалась в фильмах и произведениях про вампиров.
Помимо прочего, для сцен под открытым небом режиссёр фильма Фридрих Мурнау взамен павильонных съёмок использовал натурные, что было нетипично для кино тех лет. Съёмки велись в горах Трансильвании и городах Германии и Словакии.
В 1930 году фильм без ведома режиссёра был выпущен в искажённом виде под названием «Двенадцатый час — ночь ужаса». Его дополнили доснятыми сценами и счастливым концом.
В 1978 году режиссёр Вернер Херцог снял ремейк под названием «Носферату — призрак ночи». В этом фильме графа зовут уже не Орлок, а Дракула. В 1988 году выходит продолжение, которое называется «Носферату в Венеции». В 2000 году выходит фильм «Тень вампира», который рассказывает о съёмках «Носферату» в 1921 году. В фильме говорится, что Фридрих Мурнау (Джон Малкович) пригласил настоящего вампира (Уиллем Дефо) на съёмки своего фильма для достижения небывалого реализма и за съёмки пообещал ему актрису Грету Шрёдер, то есть, по фильму, никакого Макса Шрека не существовало.
В 2015 году кинорежиссёр Роберт Эггерс взялся за разработку ремейка оригинального фильма 1922 года. Релиз состоялся 25 декабря 2024 года.
«Носферату, симфония ужаса» занял двадцать первое место в списке журнала Empire «100 лучших фильмов мирового кинематографа», составленном в 2010 году.

### Музыка
«Носферату» оказал влияние и на музыкантов, например, французская рок-группа Art Zoyd в 1989 году написала саундтрек к фильму. Во время своих концертов группа демонстрировала кадры из фильма. Также кадры из фильма есть в клипе Under Pressure группы Queen. В 1988 году в Великобритании была основана готическая рок-группа под названием Nosferatu. Музыкальные альбомы под названием Nosferatu есть у таких исполнителей, как Роберт Уильямс, Helstar, Popol Vuh. Группа «Ария» использовала кадры из фильма для своего клипа «Отшельник». У американской хоррор-панк группы «Blitzkid» есть песня под названием Nosferatu. В 2008 году образовалась готическая группа из России «Maestro Nosferatu». Фрагменты из фильма также использовались группой «Прохор и Пузо» в клипе «Конец света».

### Компьютерные и видеоигры
Во вселенной игр Vampire: The Masquerade Носферату — клан уродливых вампиров, живущих в канализации. Сюжет компьютерной игры 2003 года Nosferatu: The Wrath of Malachi во многом имеет сходство с сюжетом фильма.
Nosferatu: The Wrath of Malachi («Носферату: Гнев Малахии»; в России также известна как «Вампиры») — компьютерная игра в жанре шутер от первого лица с уклоном в survival horror, разработанная Idol FX и выпущенная iGames Publishing в 2003 году на ПК.

### Фотоискусство
Современная австралийская фотохудожница Трейси Моффат в своей серии «Лауданум» вдохновлялась образами фильма Фридриха Мурнау.